# Heruli

Disegno degli scudi degli Heruli seniores, tratto dalla Notitia dignitatum

Gli Heruli furono una unità militare in seno all'esercito romano, attiva tra il IV e il V secolo, durante il tardo impero. Furono una auxilia palatina, un tipo di unità armata alla leggera, versatile, costituita da circa 500 uomini ed erede dei gruppi etnici usati come ausiliari ed integrati nell'impero dopo la constitutio antoniniana. Il loro nome derivò dalla popolazione degli Eruli, chiamati appunto Heruli in latino.

## Storia
Vengono nominati dalle fonti assieme ai Batavi, ed è probabile che le due unità combattessero assieme. Probabilmente gli Heruli fecero parte dell'esercito del cesare Giuliano durante la battaglia di Strasburgo nel 357, sebbene Ammiano Marcellino non li citi in tale occasione. Nel 360, prima che Giuliano ricevesse l'ordine dell'imperatore Costanzo II di inviargli la maggior parte delle sue truppe, gli Heruli, assieme ai Batavi e a due numeri Moesiacorum, formarono una forza sotto il comando del magister militum di Giuliano, Lupicino, che si diresse in Britannia, probabilmente per sedare una rivolta. Non è noto quando, ma gli Heruli e i Batavi ritornarono sul continente.
Nel 365, quando l'imperatore Valentiniano I (364-375) dovette affrontare l'invasione dei Germani, accadde che quelle popolazioni riuscirono a sottrarre il vessillo ai Batavi e agli Heruli, che vennero fatti oggetto di scherno dagli incursori.
In occasione della rivolta britannica contro Valentiniano I sedata nel 367-369 dal comes Teodosio e nota come Grande cospirazione, le due unità vennero inviate nuovamente in Britannia assieme agli Iovii e ai Victores.
La Notitia dignitatum, un documento redatto negli anni 400-420, riporta gli Heruli seniores come una unità di auxilia palatina sotto il comando del magister peditum per l'Italia.

### Fonti primarie
- Ammiano Marcellino, Res Gestae Libri XXXI
- Notitia Dignitatum

### Fonti secondarie
- Simon MacDowall, Late Roman Infantryman 236-565 Ad, Osprey Publishing, 1994, ISBN 1-85532-419-9.